# Hydnodontaceae
Famille
Les Hydnodontaceae sont une famille de champignons basidiomycètes de l'ordre des Trechisporales.

## Liste des genres
Selon MycoBank (18 janvier 2023) :
- Aegeritina Jülich, 1984
- Allotrechispora L.W. Zhou & S.L. Liu, 2022
- Brevicellicium K.H. Larss. & Hjortstam, 1978
- Dextrinocystis Gilb. & M. Blackw., 1988
- Dextrinodontia Hjortstam & Ryvarden, 1980
- Fibriciellum J. Erikss. & Ryvarden, 1975
- Fibrodontia Parmasto, 1968
- Hydnodon Banker, 1913
- Litschauerella Oberw., 1966
- Luellia K.H. Larss. & Hjortstam, 1974
- Porpomyces Jülich, 1982
- Pteridomyces Jülich, 1979
- Scytinopogon Singer, 1945
- Subulicystidium Parmasto, 1968
- Suillosporium Pouzar, 1958
- Trechispora P. Karst., 1890
- Tubulicium Oberw., 1966

## Systématique
Le nom correct complet (avec auteur) de ce taxon est Hydnodontaceae Jülich, 1982.
Hydnodontaceae a pour synonymes :
- Subulicystidiaceae Jülich, 1981
- Trechisporaceae Zmitr., 2006

## Publication originale
- W. Jülich, « Higher taxa of Basidiomycetes », Bibliotheca Mycologica, vol. 85,‎ 1982, p. 1-485 (ISSN 0067-8066)